# صفيحة شعيرية مشيمية
الصفيحة الشعيرية المشيمية هي جزء من مشيمية العين، فهي طبقة من الشعيرات الدموية المجاورة مباشرة لغشاء بروخ. تتكون المشيمية الشعرية من شبكة كثيفة من الشعيرات الدموية التي تغذي الطبقات اللاوعائية الخارجية للشبكية.
تؤدي المشيمية الشعرية وظائف متعددة تشمل الحفاظ على المستقبلات الضوئية، وتصفية النفايات المنتجة في الشبكية الخارجية، وتنظيم درجة حرارة البقعة الصفراء.
جدار الشعيرات الدموية نافذ لبروتينات البلازما، وهو أمر ربما يكون ذا أهمية كبيرة لتزويد الظهارة الصبغية بفيتامين أ.